# Liste der Kulturgüter in Niederönz
Die Liste der Kulturgüter in Niederönz enthält alle Objekte in der Gemeinde Niederönz im Kanton Bern, die gemäss der Haager Konvention zum Schutz von Kulturgut bei bewaffneten Konflikten, dem Bundesgesetz vom 20. Juni 2014 über den Schutz der Kulturgüter bei bewaffneten Konflikten sowie der Verordnung vom 29. Oktober 2014 über den Schutz der Kulturgüter bei bewaffneten Konflikten unter Schutz stehen.
Objekte der Kategorie A sind vollständig in der Liste enthalten, Objekte der Kategorie B sind im Gemeindegebiet nicht ausgewiesen, Objekte der Kategorie C fehlen zurzeit (Stand: 26. März 2024). Unter übrige Baudenkmäler sind Objekte zu finden, die im Bauinventar des Kantons Bern als «schützenswert» verzeichnet sind.

## Kulturgüter
| Foto |                                                                | Objekt                             | Kat. | Typ | Standort                            | Beschreibung                                                                     |
| ---- | -------------------------------------------------------------- | ---------------------------------- | ---- | --- | ----------------------------------- | -------------------------------------------------------------------------------- |
| ja   | Datei hochladen · Wikidata zu Gemauerter Speicher (Q110985776) | Gemauerter Speicher KGS-Nr.: 16764 | A    | G   | Dörflistrasse 4, 4a 618971 / 226429 | Speichergebäude hauptsächlich aus Bruchstein-Mauerwerk, aus dem 15. Jahrhundert. |
| ja   | Datei hochladen · Wikidata zu Gemauerter Speicher (Q110986351) | Gemauerter Speicher KGS-Nr.: 16765 | A    | G   | Dörflistrasse 9a 618976 / 226307    | Speichergebäude hauptsächlich aus Bruchstein-Mauerwerk, aus dem 15. Jahrhundert. |

## Übrige Baudenkmäler
Hinweis: Anstelle der KGS-Nummer wird als Objekt-Identifikator (ID) die Grundstücksnummer verwendet.
| ID  | Foto |                                                                                | Objekt                 | Typ | Standort                               | Beschreibung |
| --- | ---- | ------------------------------------------------------------------------------ | ---------------------- | --- | -------------------------------------- | ------------ |
| 127 | ja   | Datei hochladen · Wikidata zu Bauernhaus (1786) in Niederönz (Q132716984)      | Bauernhaus (1786)      | G   | Schlyffiweg 2 619116 / 226518          |              |
| 158 | ja   | Datei hochladen · Wikidata zu Stöckli (1790) in Niederönz (Q132716985)         | Stöckli (1790)         | G   | Oberer Fluhacherweg 2 618450 / 226384  |              |
| 210 | ja   | Datei hochladen · Wikidata zu Bauernhaus (1803) in Niederönz (Q132716986)      | Bauernhaus (1803)      | G   | Wiesenstrasse 1 618819 / 226850        |              |
| 288 | ja   | Datei hochladen · Wikidata zu Schürchhaus (1900) in Niederönz (Q132716987)     | Schürchhaus (1900)     | G   | Aeschistrasse 16 619429 / 226185       |              |
| 374 | ja   | Datei hochladen · Wikidata zu Schulhaus (1837) in Niederönz (Q132716988)       | Schulhaus (1837)       | G   | Schulhausstrasse 3 619410 / 225893     |              |
| 409 | ja   | Datei hochladen · Wikidata zu Sommerhaus (1620/1625) in Niederönz (Q132716989) | Sommerhaus (1620/1625) | G   | Dörflistrasse 2 618920 / 226428        |              |
| 425 | ja   | Datei hochladen · Wikidata zu Bauernhaus (1791) in Niederönz (Q132716990)      | Bauernhaus (1791)      | G   | Unterer Fluhacherweg 1 618537 / 226365 |              |